# نيوتون لنغويل (باكينجهامشير)
نيوتون لنغويل (بالإنجليزية: Newton Longville)‏ هي قرية وأبرشية مدنية تقع في المملكة المتحدة في إنجلترا. يقدر عدد سكانها بـ 1,846 نسمة .